# QE2 (álbum)
QE2 es el sexto álbum de estudio de Mike Oldfield. Fue producido por David Hentschel y publicado por Virgin Records en octubre de 1980. 
Incluye "Taurus 1", la primera parte de una trilogía que continuó con "Taurus II", en Five Miles Out de 1982 y "Taurus 3", en Crises de 1983; "Molly", dedicado a una de las hijas de Mike Oldfield y, las versiones de "Arrival" de ABBA, y "Wonderful Land" de The Shadows, entre otros. QE2 llegó al puesto 174 en la lista de los mejores 200 álbumes según Billboard en los Estados Unidos en 1981.  
QE2 fue reeditado por Virgin Records en 2000 para la colección Mike Oldfield Remastered y por Universal en 2012, como parte del contrato que Mike Oldfield firmó con dicha discográfica, en dos ediciones: un álbum remasterizado que incluía la versión en vivo del tema tradicional "Polka", registrado en la gira europea de 1980 y publicado como lado B del single "Arrival", publicado en octubre de 1980; la versión de "Wonderful Land" como lado B del single homónimo, en la cual Mike Oldfield interpretó todos los instrumentos, publicado en noviembre de 1980, y una nueva versión de Sheba titulada Shiva y una edición de lujo que incluía dos CDs: el álbum original más bonus tracks y un disco compacto que incluía una entrevista con Mike Oldfield impresa en un booklet de 16 páginas, más nueve canciones inéditas registradas en la gira de QE2 realizada en Essen, Alemania en 1981. Entre los músicos invitados se encontraron Phil Collins, Maggie Reilly, Morris Pert y Tim Cross.

## Título
En su autobiografía Changeling, Mike Oldfield admitió que el título QE2 surgió luego de que los músicos crearan el sonido de un gran transatlántico. Al principio, Mike Oldfield pensó en llamar al álbum como Titanic, pero decidió cambiarlo por QE2, en alusión al barco Queen Elizabeth II.

## Canciones
1. "Taurus 1" (Mike Oldfield) - 10:16
2. "Sheba" (Mike Oldfield) - 3:32
3. "Conflict" (Mike Oldfield) - 2.48
4. "Arrival" (Benny Andersson/Björn Ulvaeus) - 2:45
5. "Wonderful Land" (Jerry Lordan) - 3.37
6. "Mirage" (Mike Oldfield) - 4:39
7. "QE2" (Mike Oldfield/David Hentschel) - 7:37
8. "Celt" (Mike Oldfield/Tim Cross) - 3:03
9. "Molly" (Mike Oldfield) - 1.16

## Personal
Mike Oldfield = mandolina, bajo, guitarras, sintetizadores, banjo, arpa celta, timbales, vocoder, silla, tambores africanos, caja de ritmos, marimbas, vibráfono, pedales de bajo, pandereta, gong, gaitas, palillos de batería aborigen.  
Mike Frye = Tambores africanos, timbales, batería, vocoder, pandereta, Hi-hat.
Phil Collins = Batería (en "Taurus 1" y "Sheba").
Maggie Reilly = Voces (en "Taurus 1", "Sheba", "Arrival" y "Celt").
David Hentschel = Sintetizadores, batería, voces, batería de acero CS80, corno francés sintetizado (en "Wonderful Land", arreglador de bronces (en "Mirage" y "QE2"), productor.
Morris Pert = Batería (en "Conflict").
Tim Cross = Piano, Sintetizadores (en "Celt").
Dick Studt = Líder de Sesión de Cuerdas (en "Arrival" y "Wonderful Land").
Coral Inglés = Coro (en "Arrival").
Raul D´Oliveira = Trompeta (en "Mirage" y "QE2").
Guy Barker = Trompeta (en "Mirage" y "QE2").
Paul Nieman = Trombón (en "Mirage" y "QE2").
Phillip Todd = Saxofón Tenor (en "Mirage" y "QE2").
David Bedford = Arreglador de Sesión de Cuerdas (en "Arrival" y "Wonderful Land"). Arreglador de Sesión de Coro (en "Arrival").